# جيمس بول جونسون
جيمس بول جونسون (بالإنجليزية: James Paul Johnson)‏ هو ضابط ومحامي وقاضي وسياسي أمريكي، ولد في 2 يونيو 1930 في ينكتون في الولايات المتحدة. حزبياً، نشط في الحزب الجمهوري. وقد انتخب عضو مجلس النواب الأمريكي.